# تيانشوي
تيانشوي (بالصينية: 天水市) هي مدينة من مدن الصين. يبلغ عدد سكانها 3262548 نسمة حسب إحصائيات سنة 2010. يبلغ ارتفاع المدينة عن سطح البحر قرابة 1171 متر. تبلغ مساحتها 14300 كم².

## المناخ
يظهر الجدول التالي التغييرات المناخية على مدار السنة لتيانشوي:
| البيانات المناخية لـتيانشوي                 | البيانات المناخية لـتيانشوي | البيانات المناخية لـتيانشوي | البيانات المناخية لـتيانشوي | البيانات المناخية لـتيانشوي | البيانات المناخية لـتيانشوي | البيانات المناخية لـتيانشوي | البيانات المناخية لـتيانشوي | البيانات المناخية لـتيانشوي | البيانات المناخية لـتيانشوي | البيانات المناخية لـتيانشوي | البيانات المناخية لـتيانشوي | البيانات المناخية لـتيانشوي | البيانات المناخية لـتيانشوي |
| الشهر                                       | يناير                       | فبراير                      | مارس                        | أبريل                       | مايو                        | يونيو                       | يوليو                       | أغسطس                       | سبتمبر                      | أكتوبر                      | نوفمبر                      | ديسمبر                      | المعدل السنوي               |
| ------------------------------------------- | --------------------------- | --------------------------- | --------------------------- | --------------------------- | --------------------------- | --------------------------- | --------------------------- | --------------------------- | --------------------------- | --------------------------- | --------------------------- | --------------------------- | --------------------------- |
| الدرجة القصوى °م (°ف)                       | 12.1 (53.8)                 | 20.2 (68.4)                 | 27.0 (80.6)                 | 31.8 (89.2)                 | 33.9 (93.0)                 | 37.2 (99.0)                 | 38.2 (100.8)                | 36.1 (97.0)                 | 36.2 (97.2)                 | 28.5 (83.3)                 | 21.6 (70.9)                 | 14.7 (58.5)                 | 38.2 (100.8)                |
| متوسط درجة الحرارة الكبرى °م (°ف)           | 3.5 (38.3)                  | 6.7 (44.1)                  | 12.2 (54.0)                 | 19.4 (66.9)                 | 23.7 (74.7)                 | 27.1 (80.8)                 | 28.8 (83.8)                 | 27.9 (82.2)                 | 22.3 (72.1)                 | 16.6 (61.9)                 | 10.5 (50.9)                 | 4.9 (40.8)                  | 17.0 (62.5)                 |
| المتوسط اليومي °م (°ف)                      | −2 (28)                     | 1.0 (33.8)                  | 6.2 (43.2)                  | 12.6 (54.7)                 | 17.0 (62.6)                 | 20.6 (69.1)                 | 22.8 (73.0)                 | 22.0 (71.6)                 | 16.8 (62.2)                 | 11.0 (51.8)                 | 4.7 (40.5)                  | −0.7 (30.7)                 | 11.0 (51.8)                 |
| متوسط درجة الحرارة الصغرى °م (°ف)           | −5.9 (21.4)                 | −3 (27)                     | 1.6 (34.9)                  | 7.0 (44.6)                  | 11.3 (52.3)                 | 15.0 (59.0)                 | 17.8 (64.0)                 | 17.1 (62.8)                 | 12.7 (54.9)                 | 7.0 (44.6)                  | 0.7 (33.3)                  | −4.6 (23.7)                 | 6.4 (43.5)                  |
| أدنى درجة حرارة °م (°ف)                     | −19.2 (−2.6)                | −16.6 (2.1)                 | −10 (14)                    | −6.4 (20.5)                 | 1.8 (35.2)                  | 5.5 (41.9)                  | 10.6 (51.1)                 | 8.4 (47.1)                  | 1.2 (34.2)                  | −5.1 (22.8)                 | −11.6 (11.1)                | −17.4 (0.7)                 | −19.2 (−2.6)                |
| الهطول مم (إنش)                             | 5.1 (0.20)                  | 6.0 (0.24)                  | 18.7 (0.74)                 | 38.0 (1.50)                 | 54.5 (2.15)                 | 68.9 (2.71)                 | 84.6 (3.33)                 | 78.8 (3.10)                 | 74.3 (2.93)                 | 47.1 (1.85)                 | 12.1 (0.48)                 | 3.6 (0.14)                  | 491.7 (19.37)               |
| متوسط أيام هطول الأمطار (≥ 0.1 mm)          | 5.0                         | 5.2                         | 7.9                         | 8.9                         | 10.5                        | 11.2                        | 11.8                        | 10.7                        | 11.2                        | 10.6                        | 5.4                         | 3.0                         | 101.4                       |
| متوسط الرطوبة النسبية (%)                   | 62                          | 60                          | 61                          | 59                          | 62                          | 66                          | 70                          | 71                          | 76                          | 77                          | 71                          | 65                          | 67                          |
| ساعات سطوع الشمس الشهرية                    | 144.3                       | 128.4                       | 142.2                       | 182.0                       | 201.7                       | 190.0                       | 195.7                       | 193.4                       | 125.4                       | 123.7                       | 133.4                       | 151.0                       | 1٬911٫2                     |
| نسبة وصول أشعة الشمس                        | 46                          | 42                          | 39                          | 47                          | 47                          | 44                          | 45                          | 47                          | 34                          | 35                          | 43                          | 50                          | 43                          |
| المصدر: China Meteorological Administration |                             |                             |                             |                             |                             |                             |                             |                             |                             |                             |                             |                             |                             |

## توأمة
لتيانشوي اتفاقيات توأمة مع:
- بنديجو

## وصلات خارجية
- الموقع الرسمي